# Be Ok
Be Ok, è la prima raccolta, e il terzo album, della cantautrice americana Ingrid Michaelson. Esce il 14 ottobre 2008 in America, dove ha debuttato alla 35ª posizione in classifica con 15 000 copie vendute soltanto nella prima settimana.
Il cd è composto da brani inediti risalenti al periodo di Slow the Rain e Girls and Boys, cover e registrazioni live. Il singolo Be Ok è molto conosciuto in Italia da quando è stato inserito in una pubblicità.

Parte dei profitti per l'album sono stati donati all'associazione benefica Stand Up to Cancer.

## Tracce
Tutti i brani sono scritti e composti da Ingrid Michaelson
1. "Be Ok" – 2:27
2. "Giving Up" – 4:09
3. "Over the Rainbow" – 2:56
4. "The Chain (Live from Webster Hall)" – 3:13
5. "Lady in Spain" – 3:11
6. "Keep Breathing" – 3:25
7. "Oh What a Day" – 2:28
8. "The Way I Am (Live on WERS)" – 2:03
9. "Can't Help Falling in Love (Live At Daytrotter)" – 3:14
10. "You and I" – 2:28
11. "Be Ok (Acoustic)" – 2:32

## Classifiche
| Classifica             | Posizione raggiunta |
| ---------------------- | ------------------- |
| U.S. Billboard Hot 100 | 91                  |
| Austrian Singles Chart | 45                  |
| German Singles Chart   | 64                  |
| UK Singles Chart       | 174                 |
| UK Indie Chart         | 18                  |